# 25 jaar feest
25 jaar feest is een herbewerkte en grotendeels heringezongen cd van het Nederlandse artiestenduo Bassie en Adriaan. De cd werd uitgebracht onder het label Bridge Music in 2001.

## Algemeen
Bassie en Adriaan vierden hun 25-jarig jubileum met de mooiste en bekendste liedjes uit hun series, waaronder het Bakkerslied, Geheime Agenten en Hou je rustig....

## Liedjes
1. Het Bakkerslied (Bas van Toor/Aad van Toor/Rinus van Galen/Bert Smorenburg)
2. Bassie Als Toreador (Bas van Toor/Aad van Toor/Rinus van Galen)
3. 1, 2, 3, Is Uno Dos Tres (Bas van Toor/Aad van Toor/Rinus van Galen)
4. De Spijskaart (Bas van Toor/Aad van Toor/Rinus van Galen)
5. Veilig Oversteken (Bas van Toor/Aad van Toor/Rinus van Galen)
6. De Musketiers (Bas van Toor/Aad van Toor/Ruud Bos)
7. Het Hondenkoor (Bas van Toor/Aad van Toor/Rinus van Galen)
8. Geheime Agenten (Aad van Toor/Maurizio Mantille/Bert Smorenburg)
9. Rustig, Rustig, Rustig (Aad van Toor/A.V.D Sein/Bert Smorenburg)
10. Spoken Bestaan Niet (Bas van Toor/Aad van Toor/Aad Klaris/Bert Smorenburg)
11. 4 Seizoenen (Aad van Toor/Aad Klaris/Bert Smorenburg)
12. Lachen, Lachen, Lachen (Aad van Toor/Maurizio Mantille/Aad Klaris)
13. De Trainer (Aad van Toor/Aad Klaris)
14. Kom We Gaan Er Weer Tegen Aan (Aad van Toor/Maurizio Mantille/Aad Klaris)
15. Een Gewaarschuwd Mens (Aad van Toor/Aad Klaris)
16. Wat Laat Je Me Weer Lachen (Aad van Toor/Aad Klaris)
17. Vriendelijk Zijn (Aad van Toor/Aad Klaris)
18. Italiaanse Les (Aad van Toor/Aad Klaris/Bert Smorenburg)
19. Zo Vrij Als Een Vogel (Aad van Toor/Ruud Bos)
20. Wij Zijn Nietig (Bas van Toor/Aad van Toor/Rinus van Galen/Aad Klaris)
21. Als Ik De President Ben (Aad van Toor/Aad Klaris)
22. Clowntje Wil Ik Zijn (Aad van Toor/Aad Klaris/Bert Smorenburg)
23. De Kinderdisco Medley (Aad van Toor/Aad Klaris)